# یواس‌اس کالک (دی‌دی-۱۷۰)
یواس‌اس کالک (دی‌دی-۱۷۰) (به انگلیسی: USS Kalk (DD-170)) یک کشتی بود که طول آن ۹۵٫۸۳ متر (۳۱۴٫۴ فوت) بود. این کشتی در سال ۱۹۱۸ ساخته شد.